# Alkésztisz (Gluck)
Az Alkésztisz Christoph Willibald Gluck 1767. december 16-án Bécsben bemutatott operája. A zajos bécsi siker után, a darab francia változata 1776. április 23-án zajlott le Párizsban. Az előadásra a szerző számos új résszel bővítette a darabot, de csak gyenge visszhangot váltott ki vele.

## Az opera szereplői és helyszínei
| Szereplő                     | Hangfekvés |
| ---------------------------- | ---------- |
| Alkésztisz                   | szoprán    |
| Admétosz, a férje            | tenor      |
| Euandros                     | tenor      |
| Ismene                       | szoprán    |
| Apollón főpapja              | bariton    |
| Apollón                      | basszus    |
| Eumelos, Alkésztisz gyermeke | szoprán    |
| Aspasia, Alkésztisz gyermeke | szoprán    |

- Kórus: Alkésztisz udvarhölgyei, a nép, papok, alvilági szellemek
- Történik: Thesszáliában mitológiai korban
- Színhelyek: I. felvonás: 1. kép: tér Admetosz palotája előtt, 2. kép: Apollón temploma; II. felvonás: 1. kép: az alvilág bejárata, 2. kép: terem Admetosz palotájában; III. felvonás: a palota előcsarnoka
- Játékidő: 2 óra

## Az opera cselekménye

### I. felvonás
1. kép: Hírnök közli Amdetosz alattvalóival: királyukra halál vár, betegségén senki emberfia nem tud segíteni. Az egybegyűlt tömeg keserves siránkozásba, jajveszékelésbe kezd. Közben Alkésztisz Apollón templomába siet. Imáival és áldozatokkal akarja kiengesztelni az isteneket.
2. kép: Apollón főpapja elmondja Alkésztisznek, hogy az istenek úgy rendelkeztek: férje meghal, ha senki sem áldozza fel magát helyette. Az egybegyűlt sokaság ijedten fogja menekülőre, de a királynő kitart szeretett férje mellett. Kész feláldozni magát, ha ezzel meg tudja gyógyítani Admetoszt.

### II. felvonás
1. kép: Az alvilág bejárata előtt Alkésztisz elbúcsúzik gyermekeitől és Hadész hatalmát szólítja.
2. kép: Admétosz hirtelen jobban lett, gyógyulását nagy örömujjongással fogadják. A király elkezdi kérdezni különös gyógyulásáról. A főpap elmondja neki az istenek döntését és hogy valaki feláldozta magát érte. Azt azonban nem tudja meg, ki volt az önfeláldozó lélek. Alkésztisz közben nem tud teljes szívből örülni férjével: bár uralkodik magán, férje mégis megérzi ezt és kérdőre vonja. Admetosz sokáig unszolja, mire elmondja, mi történt. A király megretten és ezt az áldozatot semmiképpen sem tekinti elfogadhatónak, de az istenek hajthatatlanok.

### III. felvonás
Alkésztisz érzi: itt az idő, hallja az alvilág szólítását. Admétosz végső kétségbeesésében úgy dönt, hogy ő is a halált választja, hogy ne kelljen hűséges kedvese nélkül élnie. Ekkora önfeláldozás és szeretet láttán az istenek is meglágyulnak. Apollón lép színre és közli, az olimposziak megváltoztatták döntésüket: megkegyelmeznek mindkettőjüknek. 
Megjegyzés: a francia változatban Héraklész vándorlásai során Admétosz palotájába vetődik, ahol elhatározza, hogy barátja, a király és annak felesége kedvéért szembeszáll az alvilág erőivel. Alkésztiszt magukkal ragadják Thanatosz halálisten szolgái, de Héraklész kiragadja a királynőt kezeikből. Harcba száll velük és győz. A jelenetek beosztása is sok helyen eltér a francia változatban.

## Az opera szövegkönyve
Az opera librettóját Ranieri de’ Calzabigi készítette Euripidész drámája nyomán. Calzabigi szigorúan ügyelt a cselekmény egységére, a zárt színpadi szerkezetre. Epizódokat, kitéréseket, sőt, feleslegesnek ítélt személyeket hagyott el az eredetiből, és erőst hangsúlyt kapott a mondanivaló humanista szelleme. Maga a történet az Orpheusz (Orfeusz)-mondával állítható párhuzamba, csak ezúttal a hőslelkű, önfeláldozó főszereplő egy asszony, aki a Fidelio előképének is tekinthető. A szövegkönyv francia változata du Roullet márki munkája, aki már korábban is dolgozott együtt Gluckkal. A francia szöveg sok tekintetben különbözik az olasztól: a márki Calzabigivel szemben átvette az euripidészi eredetiből Héraklész alakját, de Iszmene figuráját elhagyta, valamint a két gyerek csak néma szerepet kapott nála. Ez az átdolgozás az opera újraalkotásának tekintehető.

## Az opera zenéje
A zenét a borús, fájdalmas árnyalatok uralják, a stílusa oldott, minden korábbi konvenciótól mentes. A nyitány nem követi a szonátaformát: szünet nélkül vezet át az első felvonásba, zenei motívumaimmal az opera egészét foglalja össze. Az áriáknál Gluck már nem alkalmazza a szokásos da capo formát. Az első felvonás nyitó jelenete rendkívül tömör, egyszerű zenei részletek megszakítatlan sora: a címszereplő és a nép fájdalma egy hatalmas tablóban egyesül. A második kép is tömör, jól felépített, az orákulum válaszát súlyos, sorsszerű akkordok kísérik. Az első felvonás sikeredett a legjobbra, a másik kettő nem éri el ennek színvonalát, de ezek is bővelkednek jól megformált részletekben. A dráma statikus és sötét, de ennek ellenére az Alkésztisz ma szemmel nézve is a zeneszerző egyik legerőteljesebb alkotása. 
A darab a szerző második reformoperája, a nyomtatott kiadás előszavában Gluck leszögezte azokat az alapelveket, melyek mentén megkívánta újítani a műfajt. Saját bevallása szerint arra törekedett, hogy a zene a szöveget támassza alá, fokozza az érzelmek kifejezését, a szituációk érdekességét, mindezt anélkül, hogy megakasztaná a cselekmény menetét. Az áriák pontosan lettek végigkomponálva, szigorúan ott kezdődtek és értek véget, ahol azt a szöveg megkívánta. Gluck nem adott lehetőséget az énekesek számára, hogy virtuóz énekhangjaikat cifra díszítésekkel és kadenciákkal csillogtassák meg, ezzel megakasztva a dráma menetét. 
Az áriákkal szemben egyébként is a recitativo és az arioso dominál, a táncok és a kórusok részt vesznek a cselekményben. Ezeket szólisztikus részek kapcsolják össze, így alkotnak drámai egészet a cselekmény többi elemével. Gluck a világosságot és a szépséget nevezi meg esztétikai ideálokként, szerinte a zene szerepe a költészet szolgálata.

## Az opera ismertebb részletei
- "Divinités du Styx" – Alkésztisz B-dúr áriája az I. felvonásban
- "Bannis la crainte et les alarmes" – Admésztosz áriája a II. felvonásban